# Бери шинель, пошли домой
Вземи шинела си, да се върнем вкъщи (на руски: Бери шинель, пошли домой) е руска и съветска песен от цикъла „Песни военных лет“.
„Бери шинель, пошли домой“ е написана по повод на тридесет годишнината от края на Великата отечествена война. през 1975 г. Песента е на съветския композитор Валентин Левашов, текст на Булат Окуджава.

## История
Текстът на първите куплети:
```
А мы с тобой, брат, из пехоты,
А летом лучше, чем зимой.
С войной покончили мы счёты,
С войной покончили мы счёты,
С войной покончили мы счёты, –
Бери шинель, пошли домой!
```

```
Война нас гнула и косила,
Пришёл конец и ей самой.
Четыре года мать без сына,
Четыре года мать без сына,
Четыре года мать без сына, –
Бери шинель, пошли домой!
```

В свободен превод:
И ние сме с теб, братко, от пехотата,

И през лятото е по-добре, отколкото през зимата.

Ние сложихме край на войната,

Ние сложихме край на войната, Ние сложихме край

на войната, –

Вземи си шинела, да се прибираме!

Войната ни мачкаше и косеше,

Краят ѝ дойде.

Четири години майка без син,

Четири години майка без син,

Четири години майка без син, –

Вземи си шинела, да се прибираме!

Булат Окуджава често пише за войната; на нея е посветено дебютното стихотворение на поета „Не можехме да спим в студените вагони“. Песента „Вземи си шинела, да се прибираме“ е написана от Окуджава през 1975 г. за филма „От зори до зори“ на режисьора Гавриил Егиазаров, който разказва за героя на фронтовата линия Фьодор Василиевич Рожнов.
Няколко години по-късно Левашов се свързва с Леонид Биков, който работи върху филма „Ати-баци, имаше войници ...“:
| „ | Както се оказа, той е чул песента ми по радиото. Много я е харесал, вече е заснел стотици метри филм на място за него. Обаждането му не беше нищо повече от предложение към мен да стана композитор на филма. Когато му казах, че песента „Вземи шинела“ е от друг филм „От зори до зори“, той просто нямаше думи | “ |

Съкратена версия на песента обаче е използвана във финалната сцена на филма. След това песента звучи не само в радио програми, но и на концертни зали, от телевизионни екрани, на военни паради.

## Изпълнители
Песента е изпълнена от Алексей Покровски (фестивал „Песен-75“, записан през 1978 г.), Йосиф Кобзон (1976), Едуард Хил (1977) Борис Иванов (1978), Владимир Шахрин. През 1978 г. песента е записана от Червенознаменния ансамбъл за песни и танци на Съветската армия А. В. Александров.
През 2019 г. за албума, посветен на Окуджава, издаден на 95-ия му рожден ден, немската инди група Juno17 [9] записва версия на песента, през 2020 г. – сръбският актьор Марко Долаш.